# Урья (Ленинградская область)
Урья — деревня в Пашозёрском сельском поселении Тихвинского района Ленинградской области.

## История

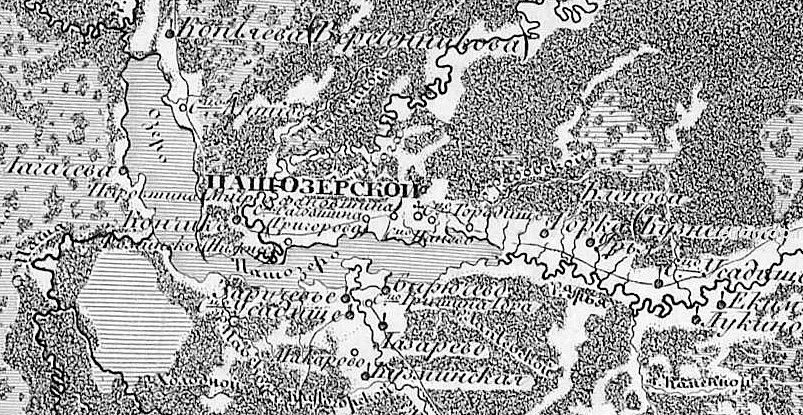
Деревня Урья на карте 1847 года

УРЬЯ и УРЬЯ-АВТИЕВСКАЯ (АВТИЕВО) — деревни Лукинского общества, прихода Пашеозерского погоста. Река Урья. 

Крестьянских дворов — 10. Строений — 28, в том числе жилых — 16.

Число жителей по семейным спискам 1879 г.: 25 м. п., 36 ж. п.; по приходским сведениям 1879 г.: 25 м. п., 31 ж. п.

В конце XIX — начале XX века деревня административно относилась к Лукинской волости 2-го земского участка 2-го стана Тихвинского уезда Новгородской губернии.

УРЬЯ — деревня Лукинского общества, дворов — 10, жилых домов — 10, число жителей: 44 м. п., 45 ж. п. 

Занятия жителей — земледелие, лесные заработки. Река Урья. (1910 год)

С 1917 по 1918 год деревня входила в состав Лукинской волости Тихвинского уезда Новгородской губернии. 
С 1918 года в составе Череповецкой губернии.
С 1927 года в составе Лукинского сельсовета Капшинского района.
Согласно карте Ленинградской области Северо-западного аэрогеодезического треста ГГУ издания 1932 года деревня насчитывала 7 крестьянских дворов.
По данным 1933 года деревня Урья входила в состав Лукинского сельсовета Капшинского района.
В 1940 году население деревни составляло 105 человек.
В 1958 году население деревни составляло 52 человека.
С 1963 года в составе Тихвинского района.
По данным 1966 года деревня Урья также входила в состав Лукинского сельсовета Тихвинского района.
По данным 1973 и 1990 годов деревня Урья входила в состав Пашозёрского сельсовета.
В 1997 году в деревне Урья Пашозёрской волости проживали 7 человек, в 2002 году — 63 человека (русские — 89 %).
В 2007 году в деревне Урья Пашозёрского СП проживали 6 человек, в 2010 году — постоянного населения не было.

## География
Деревня расположена в северо-восточной части района на автодороге 41К-887 (Кончик — Лукино).
Расстояние до административного центра поселения — 4 км.
Расстояние до ближайшей железнодорожной станции Тихвин — 105 км.
Деревня находится на правом берегу реки Урья.

## Демография
| 2007 | 2010 | 2017 |
| ---- | ---- | ---- |
| 6    | ↘0   | ↗1   |

### Национальный состав
Согласно данным Всероссийской переписи населения 2021 года в деревне проживали 2 человека, из них:
 русские — 1 человек, один человек национальность не указал.